# Archives d'État de Saxe-Anhalt
Les archives d'État de Saxe-Anhalt (LASA) sont les archives ministérielles de l'État de Saxe-Anhalt et les archives des anciennes autorités centrales de la province prussienne de Saxe et de l'État libre d'Anhalt et des territoires qui les ont précédés depuis le Xe siècle. En tant que l'une des plus grandes archives d'État allemandes, elles conservent sur quatre sites environ cinquante kilomètres linéaires de rayonnages de documents, livres officiels, dossiers, dessins, cartes et gravures ainsi que des supports de données électroniques et autres couvrant onze siècles d'histoire allemande. La loi sur les archives de l'État de Saxe-Anhalt du 28 juin 1995 (dernière modification du 3 juillet 2015) constitue la base de l'activité des archives principales de l'État.

## Construction

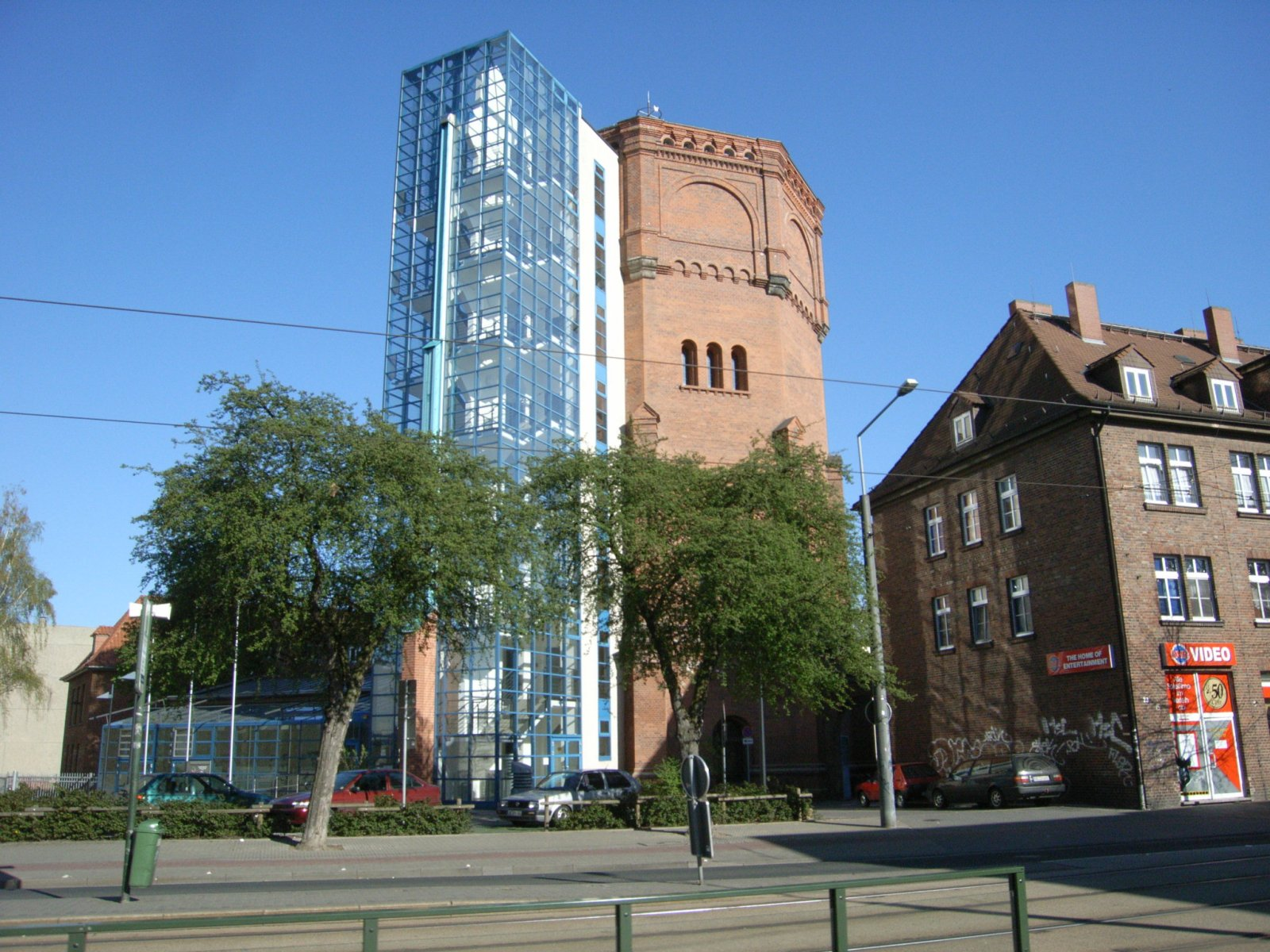
Département de Dessau

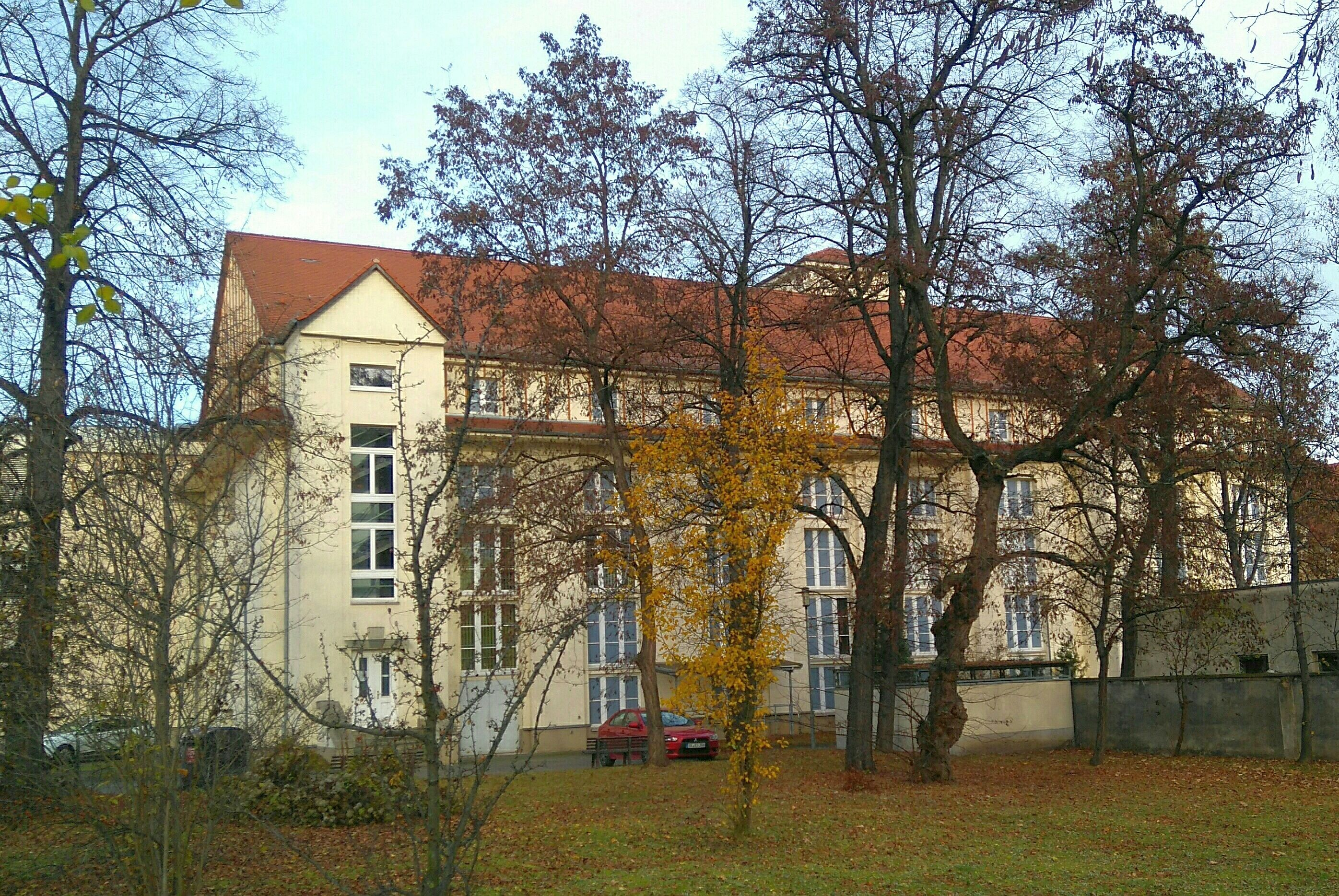
Département de Mersebourg

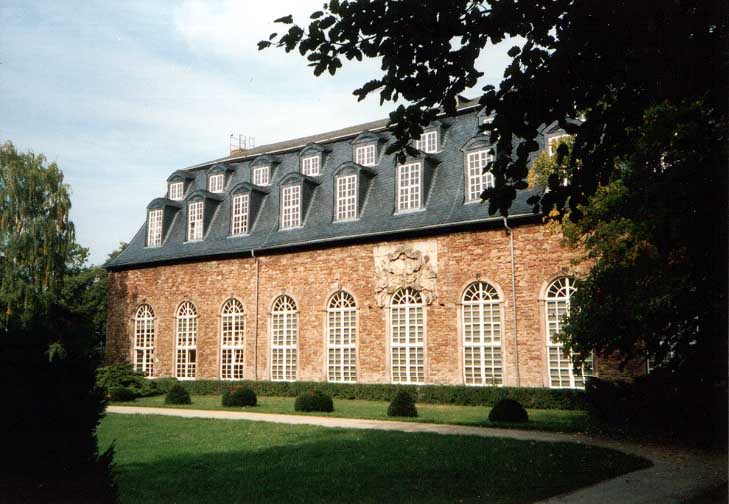
Site de Wernigerode

Les archives d'État de Saxe-Anhalt sont subdivisées comme suit :
Département des services centraux
2 rue du Pont, 39114 Magdebourg

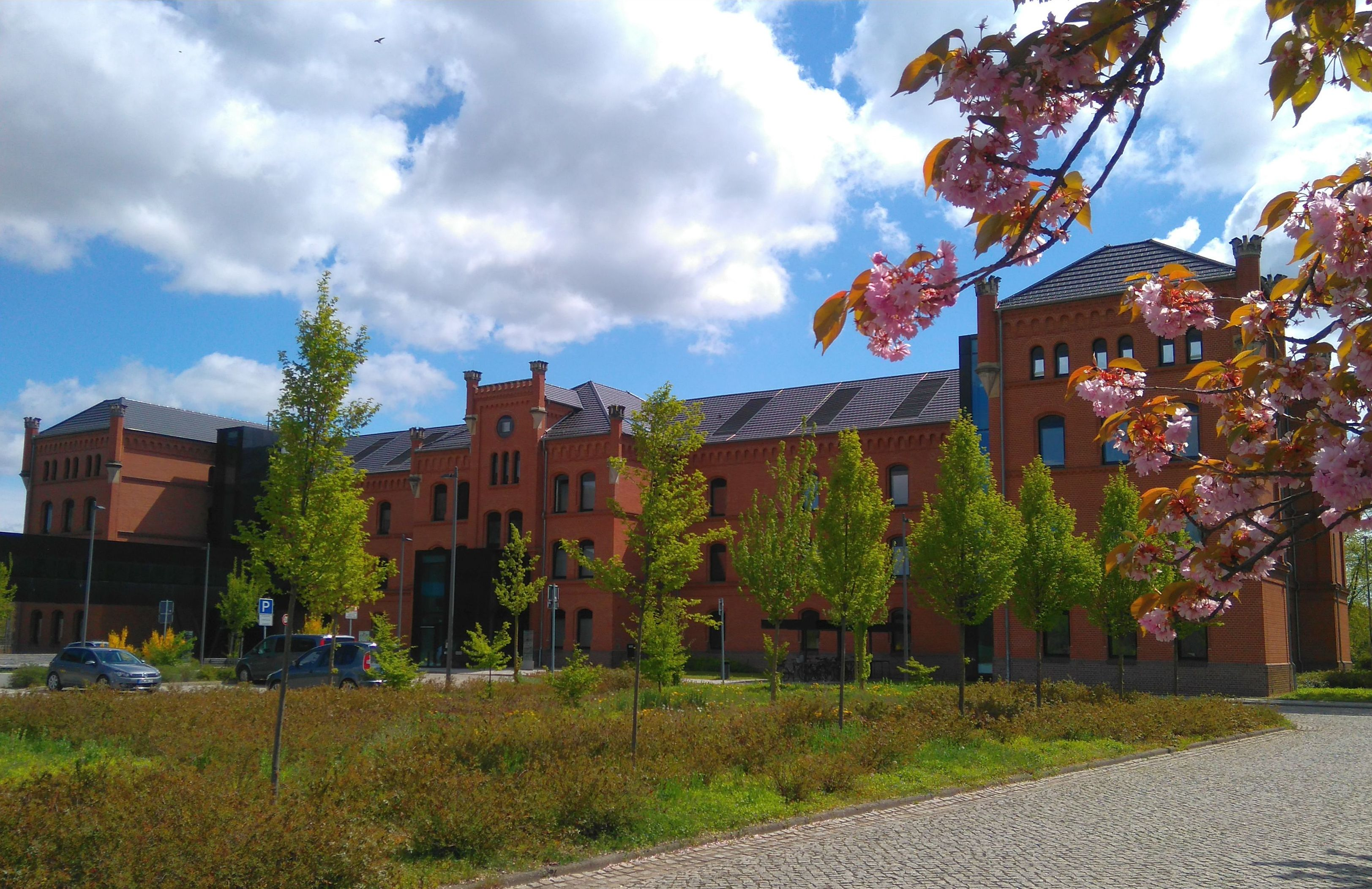
Département de Magdebourg
2 rue du Pont, 39114 Magdebourg
Département de Magdebourg, site de Wernigerode
Lindenallee 21 (Orangerie (de)), 38855 Wernigerode
Département de Mersebourg
Koenig-Heinrich-Str. 83, 06217 Mersebourg
Département de Dessau
Heidestrasse 21 (ancien château d'eau), 06842 Dessau-Roßlau

## Histoire
L'autorité qui précède le département de Magdebourg et indirectement le département de Mersebourg - dont les fonds les plus anciens se trouvent à Magdebourg jusqu'en 1993 - est les Archives d'État de Magdebourg. Celles-ci sont créées en 1823 en tant qu'archives d'État de la province prussienne de Saxe nouvellement formée. Dans l'État d'Anhalt, qui est politiquement indépendant jusqu'à la fin de la Seconde Guerre mondiale, il y a aussi des archives d'État à Zerbst (de). Après les destructions de la guerre, elles sont transférées en 1945 au château d'Oranienbaum (de) et subordonnées aux archives de Magdebourg, qui s'appellent désormais jusqu'en 1964 les archives principales d'État de Magdebourg ou de Saxe-Anhalt.
Les archives principales d'État de Saxe-Anhalt sont créées en 2001 en fusionnant les archives d'État de Magdebourg - archives principales d'État -, les archives d'État de Mersebourg et les archives d'État d'Oranienbaum, qui ne sont formées qu'en 1993 par la restructuration des archives principales d'État de Saxe-Anhalt ou par la reprise d'un bâtiment d'archives vide (Mersebourg, DZA). Le 11 juillet 2015, après la modification de la loi sur les archives, elle est rebaptisée Archives État de Saxe-Anhalt.
Jusqu'en 1993/94, il y a cinq autres emplacements d'archives d'État en Saxe-Anhalt qui appartiennent aux Archives centrales allemandes de la RDA (de) et sont situés à Mersebourg, Coswig, Dornburg, Barby et Möckern. Le château d'Oranienbaum est également un lieu d'archives.
Les archives d'État publie la série de publications QuellenNAH (de) depuis 2021.

## Personnel

### Chefs, administrateurs ou directeur
des archives de Magdebourg :
- 1823-1857 Ludwig Stock (de)
- 1858-1898 George Adalbert von Mülverstedt
- 1898-1906 Eduard Ausfeld (de)
- 1906-1912 George Winter (de)
- 1913-1923 Walter Friedensburg
- 1923-1945 Walter Möllenberg (de)
- 1946-1948 Charlotte Knabe
- 1948-1967 Hanns Gringmuth-Dallmer (de)
- 1968-1990 Rudolf Engelhardt
- 1990-1999 Josef Hartmann (de)
- 2000-2002 Karlotto Bogumil (de)
- 2002-2017 Ulrike Höroldt
- depuis 2017 Detlev Heiden

### Archivistes notables
- De 1898 à 1908 : Felix Rosenfeld (de)
- De 1922 à 1928 : Hellmut Kretzschmar
- De 1928 à 1938 : Johannes Bauermann (de)
- De 1931 à 1936 : Gottfried Wentz (de)
- De 1936 à 1943 : Otto Korn (de)
- De 1944 à 1959 : Berent Schwineköper (de)
- De 1947 à 1950 : Walter Nissen (de)
- De 1992 à 1994 : Brigitte Streich
- De 1996 à 1998 : Dirk Alverman
- De 2002 à 2014 : Dirk Schleinert
- depuis 2001 : Ralf Lusiardi (de)